# Gustav Adolf Lenk
Gustav Adolf Lenk (15. října 1903 Mnichov – 1987) byl německý politický aktivista, zakladatel Svazu mládeže nacistické strany, předchůdce Hitlerjugend. 

## Raný život
Lenk byl vyučený leštič klavírů. 12. září 1920 se spolu s otcem zúčastnil schůze nacionálně-socialistické strany v Mnichově, kde měl projev Adolf Hitler . Myšlenkou nacismu byl uchvácen, ale protože v 17 letech nemohl vstoupit do této strany, požádal, zda by mohl založit mládežnickou organizaci, která by byla spojena s NSDAP a vychovávala budoucí členy strany a vojáky. Myšlenka mnohé zaujala a svolili k jejímu založení.
Když Adolf Hitler, tehdejší předseda strany, v projevu v prosinci 1921 mimochodem zmínil možnost založení mládežnické organizace, Lenk, již člen strany, se ke své myšlence opět vrátil. V březnu 1922 vyšel ve stranických novinách z Hitlerovy iniciativy Völkischer Beobachter. Zakládající schůze Svazu mládeže se odehrála 13. května 1922 v mnichovském Bürgerbräukelleru, kde Lenk vystoupil jako vedoucí mládeže spolu s Adolfem Hitlerem jako řečníkem. Ze začátku pouze v Mnichově, v roce 1922 se stále zakládaly další místní skupiny po Bavorsku a středním Německu. Svaz začal vydávat vlastní noviny.

## Německé hnutí mládeže
Po neúspěšném Pivním puči v listopadu 1923 byla Liga mládeže v Německu (stejně jako strana) zakázána. Lenk tedy spolek přejmenoval na Vlastenecké sdružení mládeže Velkého Německa. Německé úřady toto sdružení rozpustilo, protože se domnívaly, že jde pouze o nový název pro nacistický svaz mládeže stále podporující nacismus a Gustava Lenka uvěznily. Ten po propuštění ihned založil skupinu Hnutí velkoněmecké mládeže. V následujícím období byl znovu zatčen a poslán do věznice Landsbergu, odkud byl v prosinci 1924 propuštěn v téměř stejné době jako Adolf Hitler, který po propuštění znovu založil Nacistickou stranu. Gustav Lenk o spolupráci s Hitlerem váhal, Hitler se prohlásil za nezpochybnitelného vůdce Národně socialistické německé dělnické strany, proto Gustav Lenk založil novou nacionalistickou mládežnickou organizaci, která nebyla spojena s Hitlerem. V reakci na to se rozšířily fámy, že Gustav Lenk je zrádce, který se zprotivil národu. To vedlo k Lenkově odstranění z německých mládežnických hnutí. Jeho nástupcem se stal Kurt Gruber, ale do práce nebyl tak zapálen. Po založení Hitlerjugend v roce 1926 strana již Lenkovu organizaci jako předchůdce neuznávala. 

## Po hnutí mládeže
V březnu 1932 se Gustav Lenk znovu stal aktivním členem SA. V roce 1941 byl z vedení SA vyloučen, protože nesprávně přijal „Krvavý řád“. Nová žádost o členství byla neúspěšná. Dále už jeho kariera nepokračovala.

## Smrt
Datum úmrtí Gustava Lenka není známé. Jedinou informací je, že k jeho úmrtí došlo někdy v roce 1987. Není známé ani místo úmrtí. 